# いつでもGOLF
『いつでもGOLF』（いつでもゴルフ、英題：Easy Come Easy Golf）は、ゲーム開発会社のクラップハンズが開発・発売したゴルフゲーム。2021年4月2日にApple Arcadeで『CLAP HANZ GOLF』（クラップハンズゴルフ）のタイトルで配信開始し、2022年9月14日にNintendo Switch移植版が『いつでもGOLF』のタイトルで発売、同年9月23日にApple Arcade版も『いつでもGOLF』に改題された。

## システム
アナログフリックショット
タッチパネル画面上で指を動かしてショットを打ち分けるシステム。クラップハンズが特許を取得している。
ショットの場面で画面をタップして指をそのまま下方向にスワイプすると移動幅に合わせてキャラクターがクラブをバックスイングし、直後に指を上方向にはじくフリックを行うとクラブを振ってボールにミートさせ飛ばすことができる。下方向へのスワイプ幅がショットパワーの強弱を、上方向へのフリックの向きがボールの飛ぶ向きを決定する。また、上方向へのフリック幅を短くするとバックスピンを、長くするとトップスピンをボールにかけることができる。
上記の操作は、マウス、ゲームコントローラ、トラックパッドでも類似の操作が可能。Nintendo Switch版では、ゲームコントローラでのアナログ操作の名称が「スティックショット」となっている。
2022年7月1日配信のアップデート1.7.0により、アナログフリックショットのほかに、従来の多くのゴルフゲームで採用されている「3回押しショット」（スイング開始、目押しでパワー決定、目押しで飛球の向き決定の3回のタイミングでタップする）が選択可能となった。
キャラクターの成長・固有能力
各キャラクターには、ステータスとしてパワー（1W（ドライバー）での最高飛距離）、コントロール（値が低いほどボールが予期せぬ方向に曲がりやすい）、ミラクル（値が高いほどカップに蹴られにくい）、インパクト（値が高いほどショットが打ちやすい）の4つが設定されており、後述のツアーモードやスコアアタックモードで成績に応じて経験値を獲得しレベルが上がるとステータスが上昇する。また、キャラクターごとに得意な番手（得意なクラブの種類。これを選ぶとショット時に横ぶれしなくなる）や得意技（ラフが得意、バックスピンが得意など）がある。ただし上級ランクのキャラなど、一部のキャラには苦手分野もある。

## ゲームモード
ツアー
世界各地のコースを巡り勝利を目指すメインモード。ゴルフゲームとしては珍しく、ラウンド開始前に複数のキャラクターを選択しホールごとに割り当てるというチーム制でプレイする。
ゲームを進めていくとコース選択画面に「VSキャラ」が出現することがあり、マッチプレー対決で勝利すると操作キャラクターに追加される。また、コースの優勝時に手に入る星が規定数に達するとボスキャラクターとのマッチプレー対決となり、勝利すると操作キャラクターおよび新規コースが追加される。
スコアアタック
1人のキャラクターで9ホールをプレイしベストスコア更新を目指すモード。
フレンドプレイ
近距離通信を用いて最大4人対戦を行うマルチプレイモード。配信当初のモード名は「ローカルマルチプレイ」だったが、2021年12月15日配信のバージョン1.5.0より名称が変更された。
ファミリープレイ
1台のデバイスを用いて最大4人対戦を行うマルチプレイモード。2021年12月15日配信のバージョン1.5.0より追加。
オンライン対戦
オンラインで最大4人対戦を行うマルチプレイモード。2022年4月2日配信のバージョン1.6.0より追加。
サバイバル
1ホールを1ステージとするステージクリア型モード。ステージごとに設定された目標スコアを達成するとステージクリアとなる。失敗するとその場でリタイア（ゲームオーバー）。
世界大会
世界中のプレイヤーとスコアを競うモード。2021年6月4日配信のバージョン1.1.0より追加。

## 開発
本作は、ソニー・インタラクティブエンタテインメント発売のゴルフゲーム『みんなのGOLF』シリーズを手掛けてきたクラップハンズによる初の自社パブリッシング作品である。『みんなのGOLF』シリーズでは前述の「3回押しショット」のシステムを伝統的に搭載していたが、クラップハンズ内ではシステムの変更を検討したことが何度かあった。しかし、シリーズのファンから「打ち方は変えないでほしい」という意見が寄せられていたこともあり変更には至らなかった。こうした中、2019年発売のVRゲーム『みんなのGOLF VR』での体感ゲームらしいリアルなショットの打ち方が好評を得たことを機に、開発陣は新しいショットのシステムを模索し始め、ジャイロ機能、ゲームコントローラのスティックを弾く操作、タッチパネル操作などの案が出された。一方、『みんなのGOLF VR』の開発終了後に開発陣の中で「スマートフォン向けのゲームも作ってみたい」という気持ちが湧いていたが、同時期にAppleからApple Arcadeでの配信に関する提案があり、開発陣の願望と案件が一致した形となった。
『みんなのGOLF』シリーズの各作品に登場するキャラクターは十数人程度だが、他のスマートフォン向けゲームでキャラクターが多数登場している状況を踏まえて、本作でも過去作以上に多くのキャラクターを登場させることになった。そして、これを活かすため、野球の打順のようにキャラクターを置くようにすれば必然的にいろいろなキャラクターを使うことになり成長要素とも相まって面白くなるのではないかと考え、チーム制のアイデアが生まれた。また、キャラクターデザインについて、日本寄りだった『みんなのGOLF』シリーズのようではなく、全世界を対象とするためにピクサーなどのCGアニメ映画のキャラクターを意識したものになっている。